# Kazinczy Társaság
A Kazinczy Társaság egy csehszlovákiai kulturális, irodalmi egyesület volt 1923–1945 között.
Az 1898-tól működő kassai Kazinczy Kör jogutódja volt. A Csehszlovák Köztársaság megalakulása után tevékenységét felfüggesztették, ezért újjászervezésére csak 1923-ban kerülhetett sor. Irodalmi, tudományos, zenei és képzőművészeti szakosztályai működtek, kiemelkedő eredményeket azonban a könyvkiadás terén ért el. A társaságon belül 1924 őszétől szervezték meg a Kazinczy Könyvbarát Társaságot, amelynek taglétszáma elérte az 1700 főt. A Társaság évi 120 korona ellenében hat darab szép kiállítású könyvet adott tagjainak. A könyvkiadáshoz segítséget a berlini Ludwig Voggenreiter Verlag nyújtott. A kiépített Könyvbarát Társaságra alapozva jött létre a Kazinczy Könyv- és Lapkiadó Szövetkezet. 
Nagy szerepe volt Kassa kulturális életében is. Rendezvényeik közül kiemelkednek a Petőfi és Jókai születésének 100. évfordulója alkalmából rendezett ünnepségek, az 1925-ös és 1935-ös Rákóczi ünnepség, valamint a társaság megalakulásának 30. évfordulója alkalmából 1928-ban szervezett országos megemlékezés. 
Az első bécsi döntés után a társaság tevékenysége még inkább fellendült. 1942-ben Sziklay László szerkesztésében elindul az Új Magyar Museum című folyóirat is, amely 1944 szeptemberéig kilenc számot ért meg. A megjelent kilenc füzetből öt húsz-harminc oldalas szlovák melléklettel rendelkezett. A második világháború után a csehszlovák hatóságok betiltották, vagyonát elkobozták és vezető személyiségeinek nagy részét kiutasították az országból. 

## Vezetői
- Sziklay Ferenc
- Blanár Béla
- Gömöry János